# Крижанівський Данило Якович
Дани́ло Я́кович Крижані́вський (17 (29) грудня 1856 Херсонська губернія, Російська імперія — 26 лютого 1894, Одеса, Херсонська губернія, Російська імперія) — український педагог, композитор, автор музики до пісні «Реве та стогне Дніпр широкий».

## Життєпис
Народився 29 грудня 1856 року на Херсонщині, в родині священника.
Закінчив Єлисаветградське духовне училище, де отримав перші знання з теорії музики та хорового співу. Потім навчався в Одеській семінарії, але стати священником не захотів — продовжив освіту в Новоросійському (Одеському) університеті, на слов'яно-російському відділенні.
У 1882 року почав працювати вчителем латинської мови молодших класів Болградської семикласної чоловічої гімназії, а також класним наставником першого класу.
У 1884 році — затверджений викладачем російської та церковнослов'янської мов. При гімназії Крижанівський створив хор хлопчиків, який виступав на гімназійних концертах та урочистостях.
На початку 1889 року отримав посаду помічника столоначальника канцелярії попечителя Одеського навчального округу, де працював до самої смерті.
Помер в Одесі від туберкульозу 26 лютого 1894 року у віці 37 років.

## Творчість
Все життя, паралельно з викладанням, Крижанівський писав музику, здебільшого — хорову. Хорові твори композитора, згідно з постановою педагогічної ради Болградської гімназії та за дозволом попечителя Одеського навчального округу, були видані у 1888 році коштом гімназії, а романси і пісні — Одеським музичним магазином Цаноті у 1886 році.
До відомих творів Крижанівського належить хорова ода «Пам'ятник» на вірш Олександра Пушкіна. Вона була виконана у 1888 році в Одесі у день відкриття пам'ятника поету. Також відомий хор на слова молитви «Царю небесний», романс «Я жду тебя», пісня «Спи, сладко спи» та інші.
Особливе місце серед творів Крижанівського належить пісні «Реве та стогне Дніпр широкий», відомій в Україні і за її межами. Текстом цієї пісні стали дев'ять строф з балади Тараса Шевченка «Причинна». Зверху над нотами Крижанівський написав: «Присвячую Марку Кропивницькому». Коли Кропивницький прибув на гастролі з українською трупою в Одесу, Крижанівський показав йому нотний аркуш з присвятою. Програвши її на фортепіано, режисер обійняв композитора і назвав пісню шедевром. Незабаром, після однієї з вистав, оркестр і хор почали цю пісню, і її підхопив зал, люди підвелися… Так уперше прозвучала пісня, яка стала своєрідним гімном українців.
Перші два надруковані наклади збірки пісень з нотами (1884 та 1886 року), де була і ця пісня, конфіскувала поліція. З третьої спроби — вперше разом текст вірша Тараса Шевченка і ноти Данила Крижанівського були надруковані у 1886 році.